# 沈园
沈园位于浙江绍兴越城区东南隅的洋河弄内，始建于宋代，建成之初面积有70多亩，是中國江南園林之一。因为沈园最初的主人家姓沈，但具体名字已无从考证，所以称为“沈氏园”。南宋诗人陆游，初娶唐婉，被迫分离，绍兴二十五年邂逅于此，时唐已改嫁，陆亦另娶。陆游重忆往事，感慨万端，陆游题钗头凤词于园壁，极言离索之痛。南宋沈园全貌现已无法查考。

## 園景
宋代以後，園區漸廢，僅存南方一角。1984年，依傳世《沈園圖》重建，總面積7865平方米。1994年，浙江省人民政府再次恢復園址18.5畝，孤鶴軒、半壁亭、宋井亭、冷翠亭、閑雲亭、放翁橋等建築均按宋代法式構建。其中園中的葫蘆池、水井和土山為宋時原物。並依據歷史文化內涵，規劃沈園十景：斷雲悲歌、詩境愛意、春波驚鴻、殘壁遺恨、孤鶴哀鳴、碧荷映日、宮牆怨柳、踏雪問梅、詩書飄香及鵲橋傳情等。

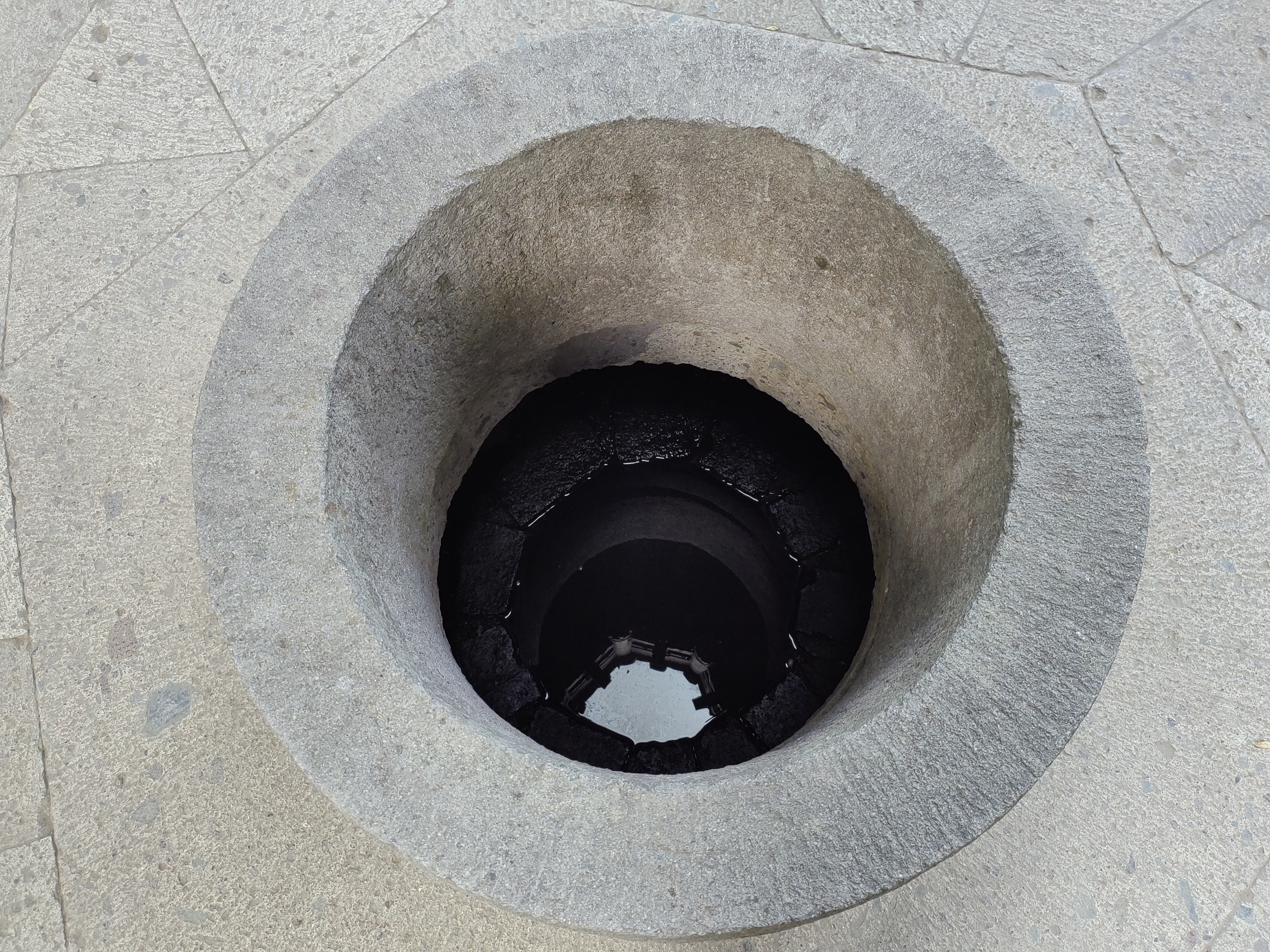
六朝井
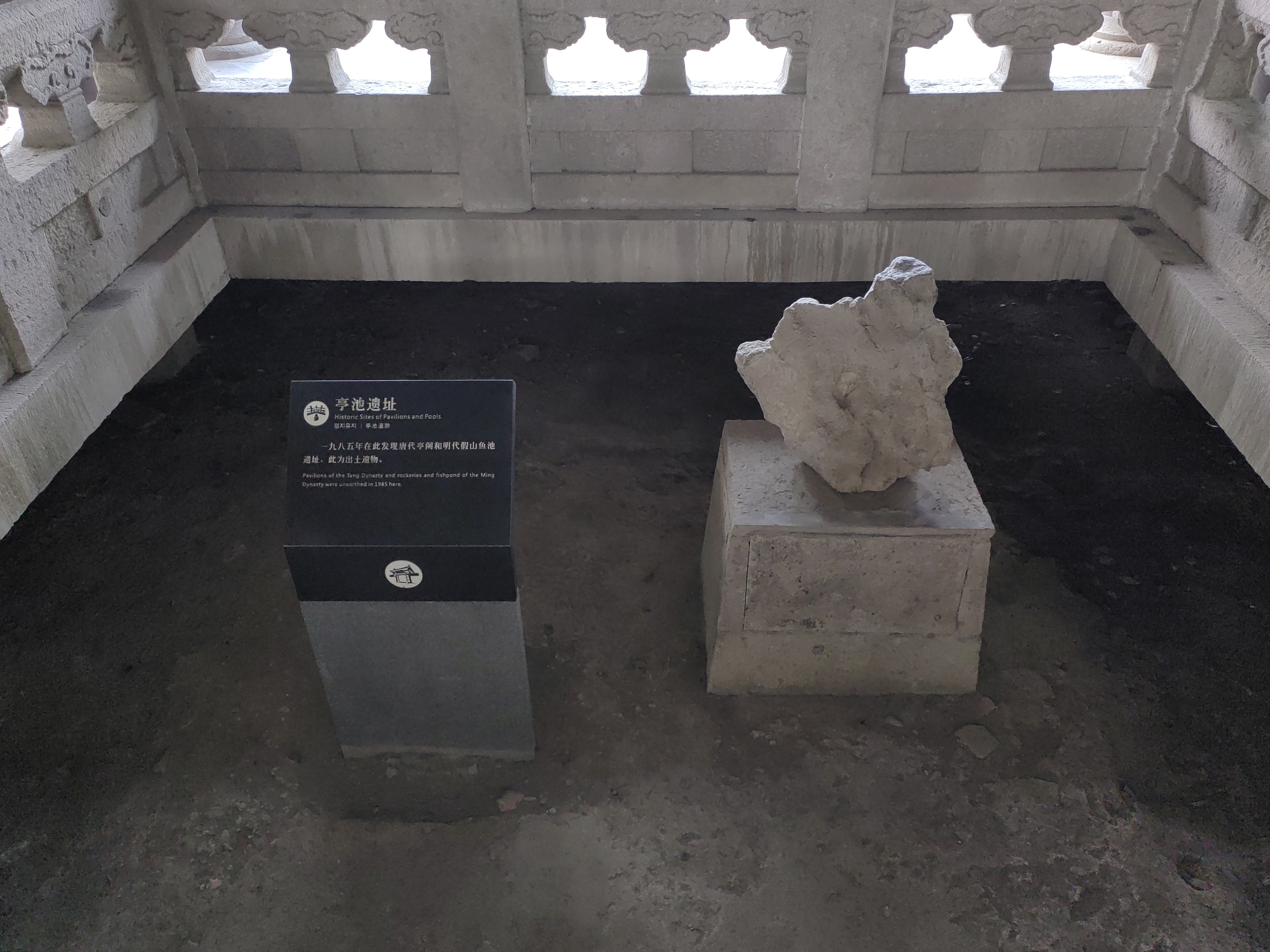
亭池遺址
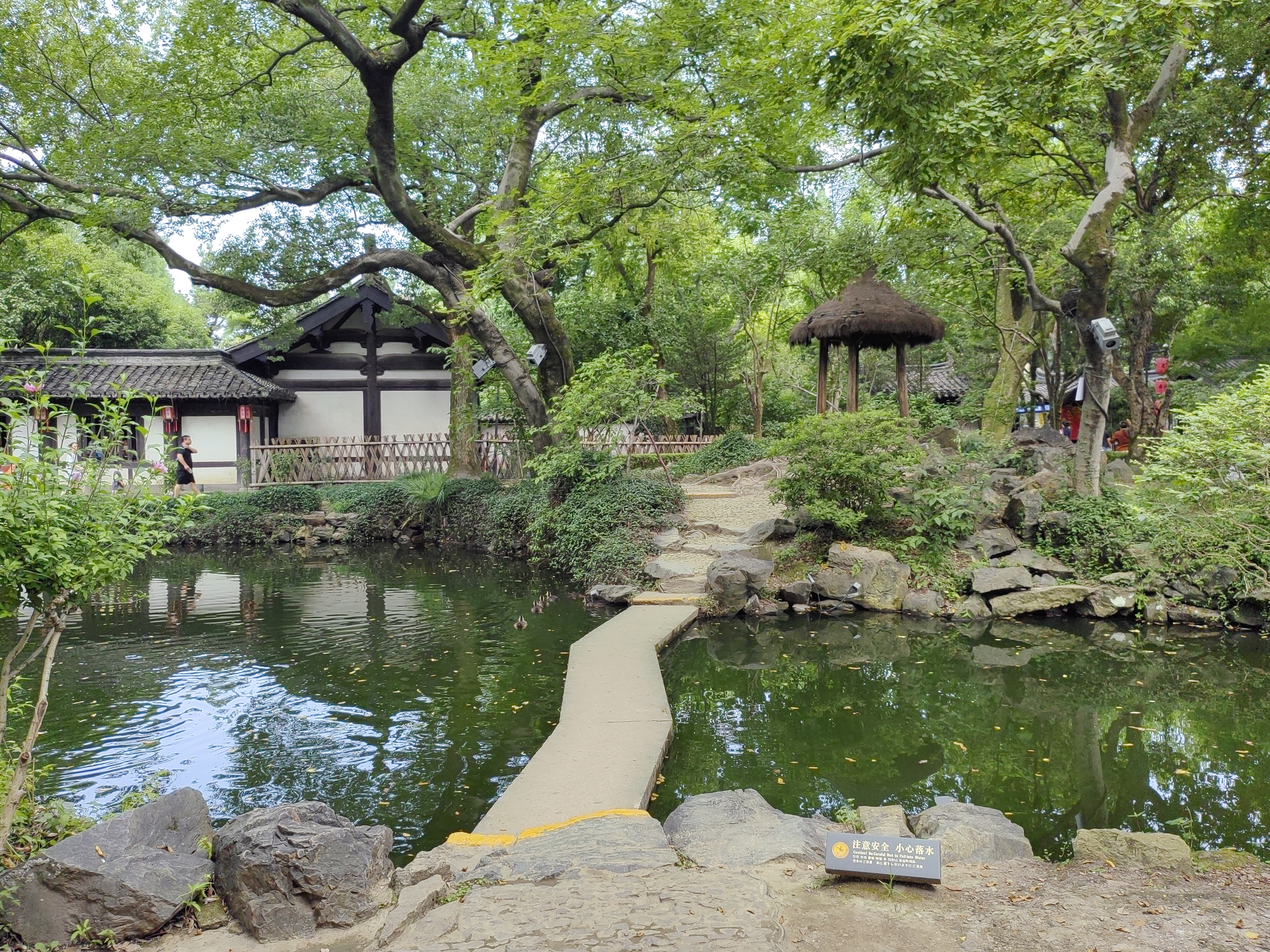
宋葫蘆池、土山
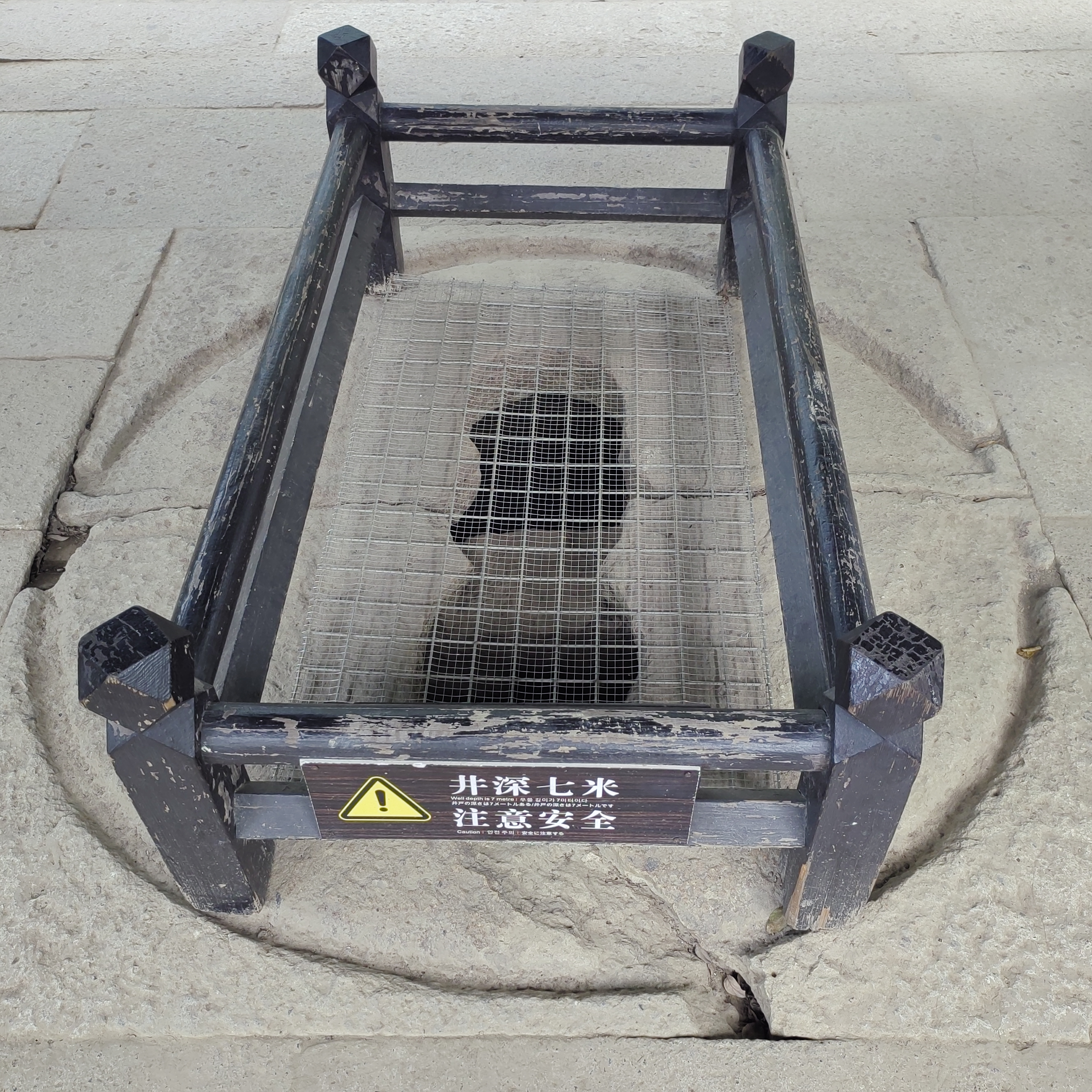
宋水井
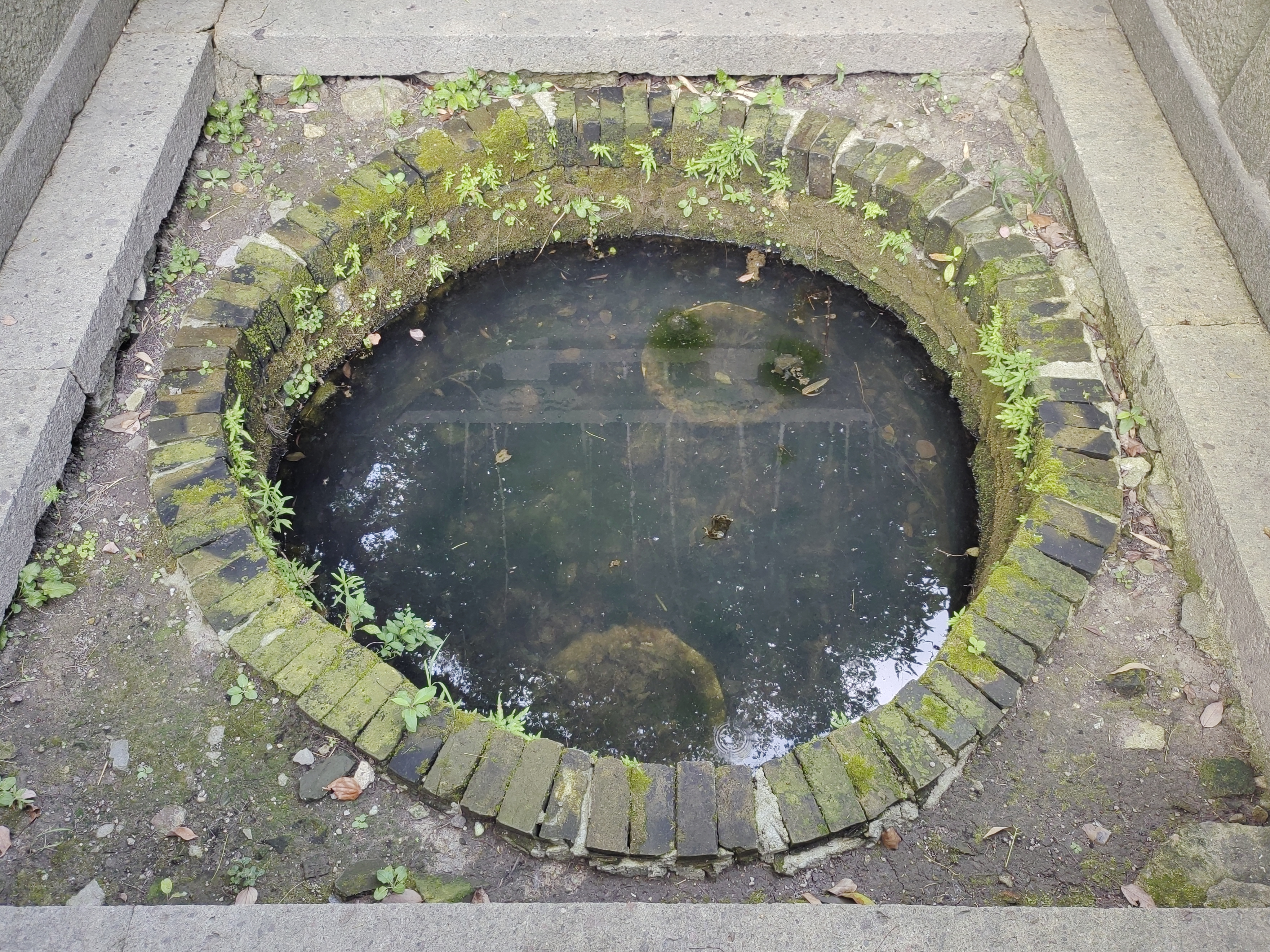
明池

## 園譜
- 宋紹興二十五年（1155年），30歲的陸游於禮部會試失利後，到禹跡寺沈園遊玩，偶然遇見了唐婉，感傷地在牆上題了一首《釵頭鳳》 ：

　　紅酥手，黃藤酒，滿城春色宮牆柳。 

　　東風惡，歡情薄，一懷愁緒，幾年離索。錯、錯、錯！ 

　　春如舊，人空瘦，淚痕紅邑鮫綃透。 

　　桃花落，閒池閣。山盟雖在，錦書難托。莫、莫、莫！
- 紹興二十六年（1156年），唐婉再次來到沈園瞥見陸游的題詞，不由感慨萬千，於是和了一闋《釵頭鳳》。不久便抑鬱而終。

　　世情薄，人情惡，雨送黃昏花易落。 

　　曉風乾，淚痕殘，欲箋心事，獨語斜闌，難！難！難！ 

　　人成各，今非昨，病魂長似鞦韆索。 

　　角聲寒，夜闌珊，怕人尋問，咽淚裝歡，瞞！瞞！瞞！
- 淳熙十四年(1187年)，62歲的陸游因《偶復采菊縫枕囊，淒然有感》，因作《菊枕詩》二首：

    其一

    采得黃花作枕囊，曲屏深幌悶幽香。

    喚回四十三年夢，燈暗無人說斷腸！

    其二

    少日曾題菊枕詩，囊編殘稿鎖蛛絲。

    人間萬事消磨盡，只有清香似舊時！
- 寧宗慶元元年(1195年)，70歲的陸游又題詩：《禹跡寺南，有沈氏小園。四十年前，嘗題小詞一闋壁間。偶復一到，而園已易主。刻小闋於石，讀之悵然。》

　　楓葉初丹檞葉黃，河陽愁鬢怯新霜。

　　林亭感舊空回首，泉路憑誰說斷腸？

　　壞壁醉題塵漠漠，斷雲幽夢事茫茫。

　　年來妄念消除盡，回向禪龕一炷香。
- 寧宗慶元五年（1199年），74歲的陸游再吟《沈園二首》：

　　其一

　　城上斜陽畫角哀，沈園非復舊池臺。

　　傷心橋下春波綠，曾是驚鴻照影來。

　　其二

　　夢斷香消四十年，沈園柳老不吹綿。

　　此身行作稽山土，猶吊遺蹤一泫然。
- 寧宗開禧元年(1205年)，80歲的陸游再題《十二月十二日夜夢遊沈氏園亭二首》：

　　其一 

　　路近城南已怕行，沈家園裡更傷情。

　　香穿客袖梅花在，綠蘸寺橋春水生。

　　其二

　　城南小陌又逢春，只見梅花不見人。

　　玉骨久成泉下土，墨痕猶鎖壁間塵。
- 嘉定二年(1209)，85歲的陸游又到沈園，作《春遊》一首：

　　沈家園裏花如錦，半是當年識放翁。

　　也信美人終作土，不堪幽夢太匆匆。

## 題詠
- 嘉禾沈園(宋•吳龍翰）

景物何其異，虛岩人力成。

清池沈鳥影，高樹落蟬聲。

花日樓臺麗，香風簾幙輕。

我來一吟賞，不惜買杯傾。

- 步沈園（宋•趙蕃）

黃菊花殘白菊花，孟冬風日亦雲佳。

晚來忽有尋詩興，送盡投林萬點鴉。

- 書劍南詩後 （淸•沈寶森）

劍南崛起東坡後，楊范尤蕭合就刪。

史筆居然追杜曲，詩情漫說衍茶山。

人歸紅樹晴川外，家在杏花春雨間。

聽說沈園頻易主，驚鴻影裏水潺潺。